# Portolankarte des Albino de Canepa

Portolankarte des Albino de Canepa (1489)

Die Portolankarte des Albino de Canepa wird auf 1489 datiert. Albino de Canepa war Genuese. Details zu Canepa und zur Entstehung seiner Portolankarte sind nicht bekannt.

## Entstehungsgeschichte
Die Karte wurde vor der Fahrt des Christoph Kolumbus im Jahre 1492 erstellt. Sie kann als Zeugnis der nautischen Kenntnisse genuesischer und wohl auch venetianischer Seefahrer des 15. Jahrhunderts angesehen werden.

## Beschreibung
Die Karte ist koloriert. Die Küstenlinien sind rot-braun eingefärbt. Gebirge sind grün, teils auch grün-braun gekennzeichnet. Daneben sind auch einzelne Gebiete, wie Granada oder Norwegen grün eingefärbt. Flüsse sind mittels blauer Linien dargestellt. Wichtige Orte sind meist mit den Flaggen der dazugehörenden Herrschaften versehen. Inseln sind verschiedenfarbig, meist rot oder blau, eingezeichnet.

## Kartographische Details
Der Mittelmeerraum einschließlich der Küste Nordafrikas werden mit sehr hoher Genauigkeit abgebildet. Die Proportionen Siziliens, Sardiniens und Korsikas sind stimmig. Die Inseln Griechenlands und Zypern sind gut getroffen.
Die sorgfältige Darstellung setzt sich im Schwarzen Meer fort, wo die genuesischen Besitzungen mit der Flagge Genuas gekennzeichnet werden.
Im Süden wird die Grenze des Wissens des Kartenzeichners im Wesentlichen durch das Atlasgebirge abgeschlossen. Jedoch finden sich weitere Ortsangaben an der Atlantikküste Nordafrikas und am Unterlauf des Nils.
Im Westen sind unter anderem auch die Inseln Antilia und Roillo verzeichnet, die sich bereits auf früheren Karten finden lassen.
Die Westküste Frankreichs, mit der Bretagne und die Küsten Irlands und Großbritanniens sind noch recht gut getroffen.
Nordeuropa wird rudimentär und ungenau dargestellt. Regnum noruegia wird grün eingefärbt. Dennoch ist auch Groneland (Grönland) eingezeichnet, wird jedoch im Bottnischen Meerbusen verortet. Bemerkenswert ist die Darstellung eines Vestitilands westlich von Norwegen, das durch eine zur Hälfte grün gefärbte Küstenlinie und eine Ortsdarstellung mit drei Türmen charakterisiert wird.